# Philipp Haas & Söhne
Koordinaten: 48° 12′ 30″ N, 16° 22′ 18″ O
Philipp Haas & Söhne war eine vom Industriellen Philipp Haas im Jahr 1810 in Wien gegründete Fabrik zur Erzeugung von Teppichen und Möbelstoffen.

## Geschichte

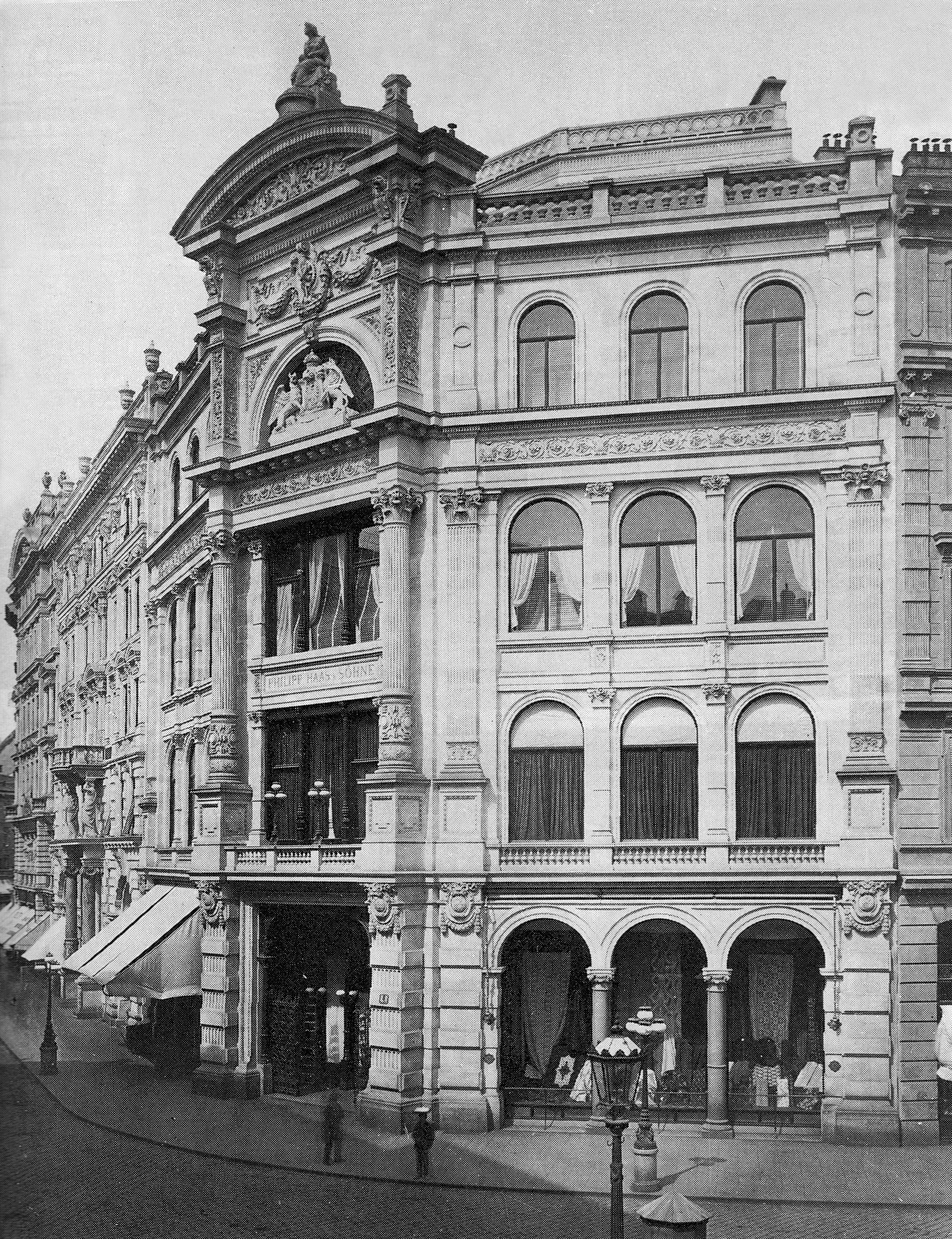
Das Teppichhaus „Philipp Haas & Söhne“ Ende des 19. Jahrhunderts

Werbung von Philipp Haas & Söhne (1897)

Werbung von Philipp Haas & Söhne (1900)

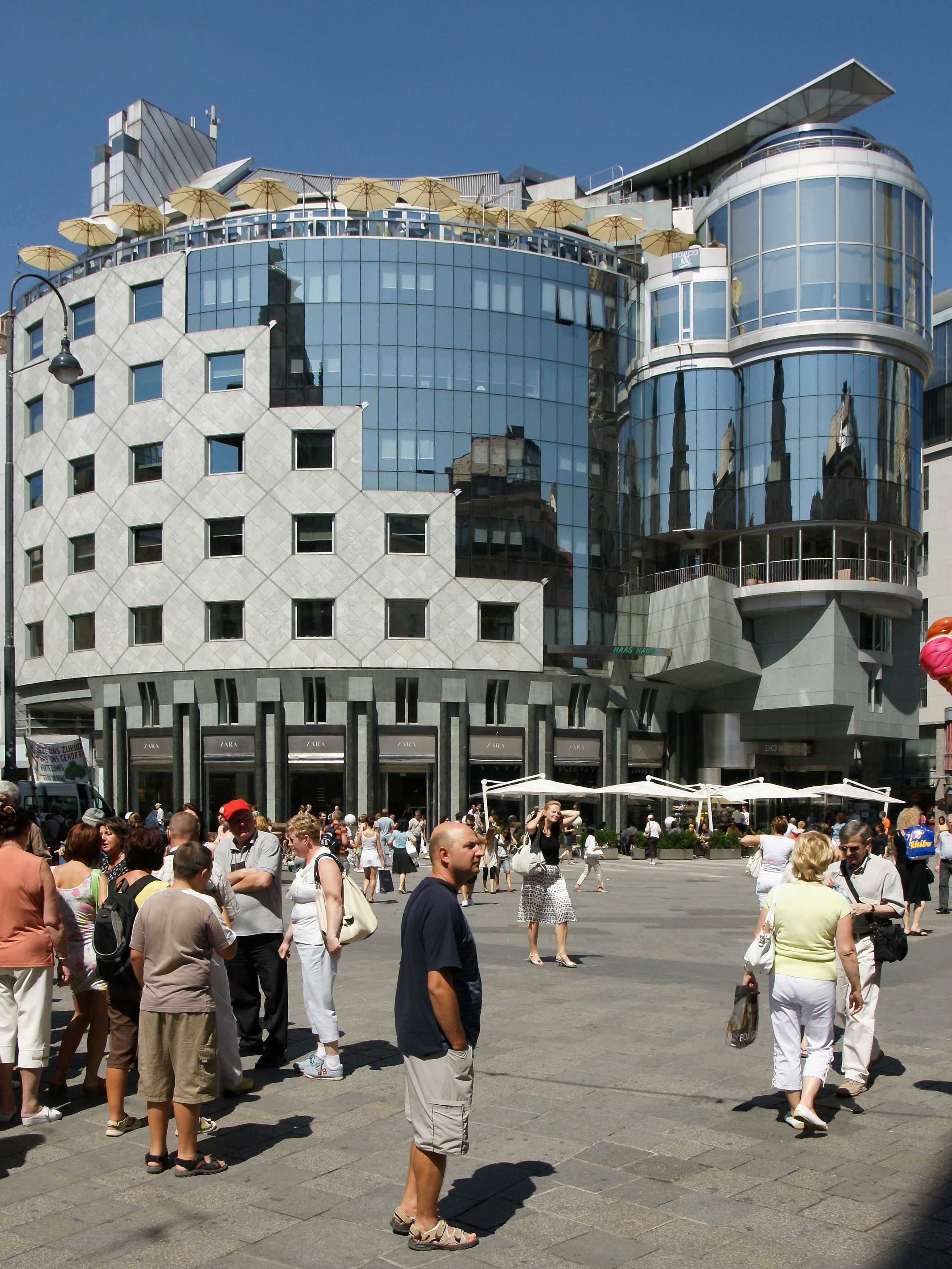
Der Nachfolgebau am Stephansplatz, das Haas-Haus

Philipp Haas (1791–1870) gründete 1810 das Unternehmen. Nach dem Tod seines Vaters im Jahr 1818 übernahm er dessen 1790 errichtetes Webereigeschäft, das er laufend ausbaute. Nach dem Absolvieren einer Manufakturzeichenschule begann er 1825 in einer eigenen Werkstätte mit der Erzeugung von Kleiderstoffen, 1831 von Möbelstoffen und 1845 von Teppichen. Nach dem Eintritt seiner Söhne Eduard Haas (1827–1880) und Robert Haas (1825–1876) führte das Unternehmen ab 1851 den Namen „Philipp Haas & Söhne“.
Die Teppichweberei erlangte Weltruf durch Webmuster nach orientalischen Stilvorlagen. Haas gründete Fabriken in den österreichischen Gemeinden Ebergassing und Mitterndorf, in Hlinsko (Böhmen, 1849), in Aranyos-Maróth (Ungarn), in Bradford (England, 1856), in Lissone bei Mailand (1862) und eröffnete Verkaufsfilialen in Mailand, Prag, Graz, Bukarest und Berlin. Anfangs wurden die alten Stoffe genau nachgebildet, später wurde auch nach neuen Entwürfen bedeutender Künstler (Hansen, Ferstel, Storck, Hatzinger, F. Fischbach u. a.) gearbeitet. Seine Söhne Eduard und Robert führten das Geschäft nach seinem Ableben fort.
1866 wurde von den Architekten August Sicard von Sicardsburg und Eduard van der Nüll gegenüber dem Stephansdom ein prunkvolles Gebäude gebaut, in der das Teppichhaus von „Philipp Haas & Söhne“ untergebracht war. Dies war das erste große Warenhaus Wiens. Heute steht auf dem Gelände das Haas-Haus des Architekten Hans Hollein.
1867 erhielt Eduard das Großkreuz des Franz-Josephs-Ordens. Er wurde damit für seine besonderen Leistungen ausgezeichnet, wie Errichtung von Arbeiterwohnung oder Schaffung eines Arbeiterpensionsfonds.
Philipp Haas & Söhne präsentierte seine Waren in der Weltausstellung 1873 in Wien. Mit ihren Möbelstoffen, Gobelins und Teppichen nach Entwürfen von Storck repräsentierten sie die Spitze der österreichischen Textilindustrie. Eduard Haas war auch Mitglied der kaiserlichen Ausstellungskommission der Weltausstellung. Philipp Haas wurde zum k.u.k. Hof-Teppich- und Möbelstoff-Lieferanten ernannt.
In der 3. Generation übernahm Eduards Sohn Philipp die Geschäftstätigkeit. Nach dem Ende des Ersten Weltkrieges verarmte Philipp Haas und beging 1926 Selbstmord.
In das Unternehmen kaufte sich 1883 die englische Firma John Crossley and Sons ein, und es wurde zu diesem Zweck in eine Aktiengesellschaft umgewandelt, deren Aktienanteil großteils an das englische Unternehmen ging. Der offizielle Firmenname wurde in „Österreichisch-Englische Actiengesellschaft der Teppich und Möbelstoff-Fabriken vormals Philipp Haas & Söhne“ geändert. Philipp wurde als Präsident eingesetzt, mit einem Teil des Aktienpakets ausgestattet und die Firmenproduktion erhöht, da John Crossley and Sons einen gewissen Anteil bezogen.
1939 wurde die Firmensatzung an das deutsche Aktiengesetz angepasst und neu gefasst. 1900 erfolgte eine Neuausrichtung der Ebergassinger Fabrik, die Baumwollspinnerei in Mitterndorf wurde aufgelöst und die Fabrik verkauft. Der Betrieb in der Wiener Stumpergasse 5 wurde nach Ebergassing verlegt, das Werk in Bradford aufgelöst und das in Hlinsko restrukturiert.
Die Fabrik in Hlinsko wurde während des Zweiten Weltkrieges aufgelöst und in der Ebergassinger Fabrik wurde 1933 die Tuchherstellung aufgenommen. Im Jahr 1957 erhielt das Unternehmen die Staatliche Auszeichnung und durfte das Bundeswappen im Geschäftsverkehr verwenden. 1960 wurde die Ebergassinger Fabrik an Karl Eybls „Erste Österreichische Mechanische Cocosteppich und Mattenfabrik“ verkauft. 1982 wurde das Unternehmen aufgelöst.

## Beteiligungen und Aktionärsstruktur (Stand 1943)
- Philipp Haas & Söhne Verkaufsaktiengesellschaft, Wien
- Wiener Teppich- und Textil-Großhandel GmbH, Wien
- Philipp Haas & Söhne Aktiengesellschaft, Prag
- Philipp Haas & Söhne Aktiengesellschaft, Preßburg
- Soproner und Ujpester Tuch- und Teppichfabriken Aktiengesellschaft, Budapest

Im Jahr 1943 ist die „Creditanstalt-Bankverein“ als Großaktionär des Unternehmens dokumentiert.